# 文德夫人
文德夫人（越南语：／，?—?），姓陳氏（越南语：／），越南陳朝第四代皇帝陳英宗陳烇的夫人。
陳氏是興讓大王陳國顙的长女，其祖父是兴道王陈国峻，曾祖父是陈太宗的兄长安生王陈柳。他和陳烇是同一高祖父的族兄妹。陈仁宗重兴八年（1192年）二月初三，陈仁宗立东宫太子陳烇为皇太子，纳陳氏为太子妃。重兴九年（1193年）三月初九，仁宗禅位给太子陳烇，陳烇繼位为英宗，封太子妃为文德夫人，但後不久就將她廢掉，改立文德夫人的妹妹为聖姿夫人。